# 古塩篤代
古塩 篤代（こしお あつよ、3月12日-）は、日本の女性フリーアナウンサー、ニュースキャスターである。サン放送アカデミー所属。

## 出演

### テレビ

#### 現在
- TVNニュース（奈良テレビ放送） キャスター

#### 過去
- ニューススクランブル（読売テレビ） キャスター
- 現代を生きる（毎日放送） リポーター
- News Up なら（奈良テレビ放送） キャスター
- 橿原市アワー 橿原市長対談(奈良テレビ放送)
- 奈良!そこが知りたい(奈良テレビ放送) キャスター
- ゆうドキッ!（奈良テレビ放送） ニュースキャスター
  - 月・火曜担当（2009年4月13日 - 2011年3月22日）
  - 月 - 水曜担当（2011年3月28日 - 2013年3月27日）
  - 火・水曜担当（2013年4月2日 - 2014年3月26日）
  - 水 - 金曜担当（2014年4月2日 - 9月26日）
  - 月・水・金曜担当（2014年9月29日 - 2015年3月27日）
  - 月・水曜担当（2015年3月30日 - 2017年3月29日）
  - 水・木曜担当（2017年4月5日 - 2018年3月28日）

### CM
- NTT西日本「社長にどっきり！～ それがダメだったんです」キャスター役

### イベント
- 「第３４回全国豊かな海づくり大会～やまと～」　レセプションＭＣ
- 「ビジコン奈良２０１５」ＭＣ
- 「天理市長新春対談」聞き手
- 「南都銀行セミナー」ＭＣ
- 「奈良中央信用金庫セミナー」ＭＣ
- 「ＯｓａｋａＰｒｉｘ全国クラシックバレエコンペティション」アナウンス・表彰式司会
- 「関西ジュニア・シニアバレエフェスティバル」アナウンス
- 「ハッピーエイジング＆ソナエ博」ＭＣ